# Sanctuaire des Martyrs-Nord-Américains d'Auriesville
 (novembre 2013).
Si vous disposez d'ouvrages ou d'articles de référence ou si vous connaissez des sites web de qualité traitant du thème abordé ici, merci de compléter l'article en donnant les références utiles à sa vérifiabilité et en les liant à la section « Notes et références ».
Le sanctuaire des Martyrs-Nord-Américains d’Auriesville (également connu sous le nom de sanctuaire Notre-Dame-des-Martyrs)  est un domaine et parc religieux aménagé en 1885 à Auriesville (anciennement Ossernenon), près de New York, en mémoire des missionnaires jésuites qui furent mis à mort dans ce village mohawk entre 1642 et 1646. Une église circulaire dédiée à Notre-Dame des martyrs y est fut érigée en 1930. L’Église catholique lui donne, par le choix de la Conférence des évêques catholiques des États-Unis, le statut de sanctuaire national.

## Histoire
En 1642 René Goupil, frère jésuite, meurt assassiné d’un coup de tomahawk, à Ossernenon, un village mohawk (rebaptisé plus tard Auriesville). Quatre ans plus tard un autre jésuite, Isaac Jogues et son assistant le missionnaire laïque Jean de La Lande y connaissent le même sort (16 et 18 octobre 1646). Tous les trois appartiennent à la ‘Mission jésuite de Nouvelle-France’, mais Auriesville se trouvant aujourd’hui aux États-Unis (près de la ville de New York) ils sont considérés comme premiers ‘martyrs des États-Unis’.  
La première récitation du chapelet dans l’actuel État de New York aurait eu lieu dans ce village de Ossernenon (Auriesville) le 29 septembre 1642.
La première sainte nord-américaine d’origine indigène, Kateri Tekakwitha (canonisée en 2012), née en 1656 et décédée en 1680 comme chrétienne et vierge consacrée était une femme mohawk originaire de ce même village d’Ossernenon. Dans le sanctuaire elle est associée aux trois missionnaires.  
Le sanctuaire fut fondé en 1885 et dédié à la Vierge Marie sous le vocable de Notre-Dame des Martyrs. En 1930, un colisée avec église circulaire — une des premières églises circulaires des États-Unis — fut construit à Auriesville, dans la vallée de la Mohawk, à proximité de la rivière. 

## Description

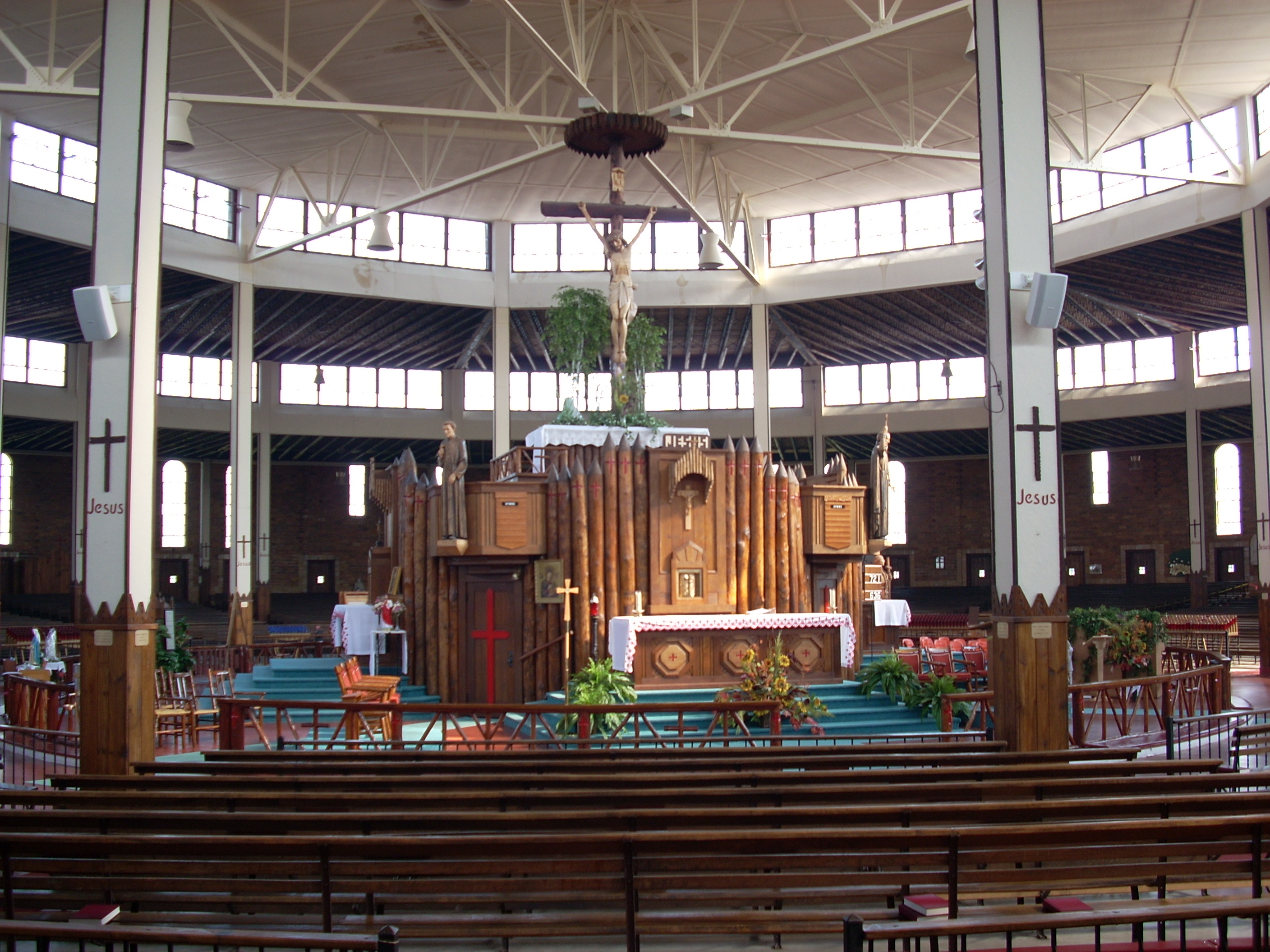
Intérieur du sanctuaire.

La conception circulaire de l’édifice permet à environ 6 000 personnes d’assister confortablement à la sainte messe. Le domaine du sanctuaire couvre une superficie de quelque 2,4 km2.
Outre l’église principale le sanctuaire comprend cinq chapelles, deux musées, un oratoire, le cimetière jésuite, un chemin de croix de plein air et un centre d’accueil pour les visiteurs avec magasin et divers lieux permettant la prière personnelle et les célébrations de groupes. L’ensemble du domaine est conçu pour allier dévotion, éducation et récréation.   